# Carlo Montagnini
Carlo Montagnini (ur. 2 czerwca 1863 w Casale Monferrato, zm. 24 października 1913 w Berlinie) – włoski duchowny rzymskokatolicki, arcybiskup, dyplomata papieski.

## Biografia
19 grudnia 1885 otrzymał święcenia prezbiteriatu. W latach 1887–1889 ukończył Papieską Akademię Szlachecką. Był sekretarzem nuncjatur apostolskich w Bawarii (1892), Austro-Węgrzech (1893 - 1898) i we Francji (1898 - 1902), a następnie audytorem nuncjatur apostolskich w Bawarii (1902) i we Francji (od 1903).
Na stanowisku audytora nuncjatury w Paryżu zastało go wypowiedzenie konkordatu i zerwanie stosunków dyplomatycznych ze Stolicą Apostolską przez antyklerykalny rząd francuski oraz nakaz opuszczenia Francji wydany nuncjuszowi abp Benedetto Lorenzelliemu. Wówczas na polecenie sekretarza stanu kard. Rafaela Merry del Vala ks. Montagnini pozostał w budynku zlikwidowanej nuncjatury, aby sprawować opiekę nad jej archiwum. Nieoficjalnie pełnił również funkcję przedstawiciela Stolicy Apostolskiej.
W 1906 władze francuskie w ramach dochodzenia przeciwko znanemu publicyście antymasońskiemu ks. Ernestowi Jouinowi, ściganemu za opublikowanie antyrządowej broszury, przeszukały budynek byłej nuncjatury. 31 marca 1907 (w Wielkanoc) gazety rozpoczęły publikowanie materiałów znalezionych w nuncjaturze, w tym korespondencji dyplomatycznej ks. Montagniniego z Watykanem. Z jej treści wynikało, że ks. Montagnini i Watykan wspierali opozycję wobec rządu i laicyzacji państwa. Korespondencja ta posłużyła do urządzenia nagonki na władze kościelne i w 1908 została wydana w formie książki Les fiches pontificales de Monseigneur Montagnini.
10 lutego 1913 papież Pius X mianował go delegatem apostolskim w Kolumbii oraz 31 marca 1913 arcybiskupem tytularnym larisskim. 22 czerwca 1913 przyjął sakrę biskupią z rąk arcybiskupa bogotańskiego Bernardo Herrery Restrepo. Współkonsekratorami byli biskup Ibagué Ismael Perdomo Borrero oraz biskup Tunji Eduardo Maldonado Calvo.
Kilka miesięcy po nominacji arcybiskupiej, 24 października 1913, zmarł.